# Automator
Automator — программа, созданная Apple для OS X, позволяющая по принципу drag-and-drop создавать скрипты для автоматического выполнения различных действий. В Automator можно использовать большое количество готовых программных блоков, выполняющих действия с использованием таких программ, как Finder, Safari, Calendar, Address Book и т. д. Он позволяет также использовать и сторонние программы, такие как Microsoft Office или Adobe Photoshop.
Программа первоначально появилась в Mac OS X Tiger (10.4).

## Удобство использования
Несмотря на то, что Automator использует AppleScript и/или Cocoa, для использования программы не требуется знаний этих языков, все действия выполняются полностью в графической среде, хотя существуют блоки для вставки, позволяющие выполнить код на AppleScript или в shell-среде. Общий принцип действия достаточно прост: выходные параметры одного действия являются входными параметрами следующего, действия выполняются поочерёдно, при этом также имеются способы как повторов действий, так и их зацикливания.

## Принцип работы
Automator поставляется с обширным набором возможных действий (работа с файлами, поиск и обработка изображений, работа с почтой, и пр.). Все они доступны как отдельные действия для выполнения процесса. Процесс также может содержать циклы и повторы, причём выходные данные одного цикла могут использоваться как входные для следующего. Готовый процесс можно сохранить как файл-процесс, программу или расширение.
В каждом действии присутствует кнопка "Параметры", открывающая дополнительную строку настроек, где можно поставить галочку в пункте "Показывать действие в процессе выполнения", что позволит следить за выполнением действия и даже устанавливать параметры выполнения прямо во время самого выполнения.

## Использование
Программа Automator имеет огромные возможности для использования в различных целях, например:
- Копирования непрочитанной почты в заметки плеера iPod
- Импорта фотографий iCloud
- Обработки изображений
- Изменения имени документа по шаблону
- Мгновенный поиск файлов с помощью Spotlight
- Управление воспроизведением видео, аудио, демонстрацией презентации и пр.
- Работа с PDF-файлами
- Получение и отправка e-mail
- Скачивание веб-страниц или файлов
- Настройка цветовой гаммы
- Получение дополнительной информации о процессе
- Генератор псевдослучайных чисел
- Перевод текста

Можно, например, даже закачать файл на веб-сервер. Однако данное действие не входит в набор по умолчанию, дополнительные наборы действий можно скачать на странице загрузок Apple Архивная копия от 24 июня 2011 на Wayback Machine.
Также сторонние приложения могут предоставлять наборы действий для взаимодействия с ними.